# دوبروفسكي (ألتاي كراي)
دوبروفسكي (بالروسية: Дубровский)‏ هي منطقة ريفية (مستوطنة في كيروفسكي سيلسوفيت في دائرة أليسكي في ألتاي كراي في روسيا . كان عدد السكان 45 نسمة اعتبارًا من عام 2013  ويوجد بها شارعين.

## جغرافية
تقع دوبروفسكي على بعد حوالي 27 كم شمال أليسك (المركز الإداري للمنطقة). 